# Bukovac (gmina Derventa)
Bukovac (cyr. Буковац) – wieś w Bośni i Hercegowinie, w Republice Serbskiej, w gminie Derventa. W 2013 roku liczyła 32 mieszkańców.